# 重慶市體育局辦公樓
重慶市體育局辦公樓位於重慶市渝中區兩路口大田灣體育路，文物遺址年代為1956年，2009年12月15日列為第二批重慶市文物保護單位。